# Langues et cultures de l'Antiquité
 (octobre 2023).
Si vous disposez d'ouvrages ou d'articles de référence ou si vous connaissez des sites web de qualité traitant du thème abordé ici, merci de compléter l'article en donnant les références utiles à sa vérifiabilité et en les liant à la section « Notes et références ».
Langues et cultures de l'Antiquité, souvent désigné sous le sigle LCA, est un enseignement optionnel disponible dans certains établissements du système d'éducation secondaire français. L'option est ouverte à partir de la classe de 5e, et peut être poursuivie au lycée, de la seconde à la terminale.

## Eléments du programme
Ses objets d'études sont les civilisations grecque et romaine, ainsi que leur aire d'influence méditerranéenne, à travers l'étude des deux langues, le grec ancien et le latin, et des littératures qui y sont liées.
Dès les premières années d'étude, l'apprentissage des compétences de langue est fondé sur la lecture de textes originaux, d'une compréhension intuitive des étymons proches du français pour le latin ainsi que d'une approche de la traduction, doublés d'une étude du fonctionnement de la langue : systèmes de déclinaison, de conjugaisons. 
L'étude de la civilisation gréco-romaine se concentre en début de cycle 4 sur les grands récits fondateurs de la culture européenne : Iliade et Odyssée, mythes liés aux Métamorphoses d'Ovide. L'histoire de Rome est découpée au fil des trois premières années d'études suivant la chronologie classique : fondation de l'Urbs et royauté en Cinquième, République en Quatrième, Empire en Troisième. La vie quotidienne, les institutions politiques, les crises et les guerres, les croyances, font l'objet de séquences de cours dédiées.  

## Objectifs du programme
Les éléments abordés au sein du programme d'étude de l'option doivent permettre aux élèves d'acquérir et consolider une série de savoirs liés aux civilisations antiques, ainsi que de compétences liées à la recherche d'information et à l'apprentissage de notions.

### Objectifs liés aux notions culturelles
- Disposer des repères nécessaires pour se construire une représentation de l'étendue historique et de l'ampleur culturelle des civilisations antiques.
- Disposer de connaissances sur des œuvres, des faits, des croyances et des institutions caractéristiques des civilisations antiques ; utiliser à bon escient les ressources permettant d'affiner ces connaissances.
- Repérer l'influence des œuvres antiques ou de l'histoire ancienne dans des productions culturelles de différentes époques ; en tirer parti pour mieux comprendre ces productions culturelles.

### Objectifs liés aux notions de langue

#### Compétences d'interprétation
- Développer des stratégies pour accéder au sens d'un énoncé simple dans la langue étudiée.
- Repérer et traiter les indices donnant accès au sens d'un texte en mobilisant ses connaissances culturelles et linguistiques.
- Proposer et justifier la traduction d'un passage, à partir de sa propre analyse et/ou de traductions disponibles.
- Mobiliser ses connaissances linguistiques et culturelles pour interpréter un texte.

#### Compétences d'analyse linguistique
- Comprendre le principe de fonctionnement des langues à déclinaison.
- Connaitre les grandes catégories qui structurent la langue étudiée.
- Saisir l'organisation d'un énoncé simple dans la langue étudiée en utilisant les connaissances en morphologie et en syntaxe nécessaires.
- Utiliser les ressources et outils qui permettent de vérifier ou compléter ses connaissances linguistiques.